# Flecha Valona 2011
La 75.ª edición de la Flecha Valona se disputó el miércoles 20 de abril de 2011, con inicio en Charleroi y final en Huy (con el tradicional final en el muro de Huy), sobre un trazado de 201 kilómetros.
La prueba perteneció al UCI WorldTour 2011.
Participaron 25 equipos: los mismos que en la Amstel Gold Race 2011, excepto el italiano de categoría Profesional Continental del Farnese Vini-Neri Sottoli, y más los equipos franceses de la misma categoría del FDJ y Saur-Sojasun. Formando así un pelotón de 199 ciclistas aunque finalmente fueron 197 tras las bajas de última hora de Xavier Tondo (Movistar y Dominik Nerz (Liquigas-Cannondale), con 8 corredores cada equipo (excepto los mencionados Movistar y Liquigas-Cannondale y el Team Garmin-Cervélo que salieron con 7), de los que acabaron 139.
El ganador final fue Philippe Gilbert, tras atacar a 250 m de la meta. Le acompañaron en el podio Joaquim Rodríguez (quien fue el único que en un primer momento intentó alcanzar a Gilbert) y Samuel Sánchez (que encabezó un pequeño grupo perseguidor), respectivamente.
En la única clasificación secundaria, la de la montaña, se impuso Preben Van Hecke.

## Clasificación final
| Pos. | Ciclista             | Equipo             | Tiempo     |
| ---- | -------------------- | ------------------ | ---------- |
| 1.   | Philippe Gilbert     | Omega Pharma-Lotto | 4h 54' 57" |
| 2.   | Joaquim Rodríguez    | Katusha            | + 3"       |
| 3.   | Samuel Sánchez       | Euskaltel-Euskadi  | + 5"       |
| 4.   | Alexandre Vinokourov | Astana             | + 6"       |
| 5.   | Igor Antón           | Euskaltel-Euskadi  | m.t.       |
| 6.   | Jelle Vanendert      | Omega Pharma-Lotto | m.t.       |
| 7.   | Fränk Schleck        | Leopard-Trek       | m.t.       |
| 8.   | Daniel Moreno        | Katusha            | + 9"       |
| 9.   | Christophe Le Mével  | Sky                | + 12"      |
| 10.  | Paul Martens         | Rabobank           | m.t.       |